# Bracon flavinus
Bracon flavinus är en stekelart som beskrevs av Josef Fahringer 1928. Bracon flavinus ingår i släktet Bracon och familjen bracksteklar. Inga underarter finns listade.